# Kuusna
Kuusna – wieś w Estonii, w prowincji Järva, w gminie Koeru.